# ستيفان أندرسون
ستيفان أندرسون (بالسويدية: Stefan Anderson)‏ هو صحفي سويدي، ولد في 26 ديسمبر 1878 في Enköping parish ‏ في السويد، وتوفي في 8 مايو 1966 في Ludvika ‏ في السويد.